# Guidonnage
Le guidonnage est un phénomène vibratoire qui se produit dans la partie cycle, généralement le cadre, sur les véhicules à deux roues alignées (motos, vélos), par définition munis d'un guidon.

## Description
En raison de diverses causes qui peuvent se conjuguer (accord des suspensions, jeux dans les articulations, etc.), le guidon du véhicule se met à osciller violemment à droite et à gauche, pouvant aller de butée à butée de direction autour de son axe de rotation et désarçonner le pilote. Toute tentative du pilote pour annuler le guidonnage ne fait que l'aggraver[réf. nécessaire], car le temps de réaction du pilote est tel qu'il agit pour contrer le mouvement du guidon au moment où celui-ci repart déjà dans l'autre sens.
La méthode de base pour contrer le guidonnage est la conception d'une géométrie saine et un bon entretien du véhicule. Il est possible d'ajouter des accessoires pour limiter les guidonnages :
- les motos anciennes utilisaient un frein de direction
- les motos modernes, plus particulièrement les motos sportives, utilisent un amortisseur de direction

Il existe une méthode de pilotage pour contrer un violent guidonnage en effectuant un transfert de masse de l'avant vers l'arrière de la moto afin de délester au maximum la roue avant, idéalement afin qu'elle ne soit plus au contact du sol, en accélérant très fortement. En ce cas, il est nécessaire de disposer d'une forte réserve de puissance moteur au moment où se produit le guidonnage. Dans le cas où cette puissance n'est pas ou plus disponible, l'ultime solution est d'effectuer un transfert de masse de l'arrière vers l'avant de la moto en appliquant un freinage sur la roue avant pour réduire les oscillations du guidon à la façon d'un puissant frein ou amortisseur de direction et de porter le poids du corps vers l'avant de la moto tout en maintenant le réservoir fermement serré entre les cuisses. Tenter d'agir uniquement sur le guidon pour contrer un guidonnage n'est d'aucune utilité.

## Causes
- roue voilée ou avec un faux-rond
- pneu défectueux ou usé irrégulièrement
- mauvaise répartition des masses (arrière trop chargé)
- roue non équilibrée
- rayons non tendus
- jeu dans la direction
- fourche desserrée
- présence d'anticrevaison
- pneu mal monté
- reprise de contact brutal de la roue avant avec le sol
- revêtement routier défectueux (bosselé ou rainuré)
- jante avant mal équilibrée
- turbulences du pilote agissant sur un bagage situé sur le porte-bagages arrière (top case)

## Causes liées à la chaussée
Les revêtements d'autoroutes très utilisés (dans les portions périurbaines) ont longtemps été réalisées en béton armé, sans revêtement d'enrobé type bitume + graviers. Avec le passage de millions de véhicules, ce revêtement, initialement rugueux et adhérent, devenait excessivement lisse et dangereux par temps de pluie pour les automobilistes. 

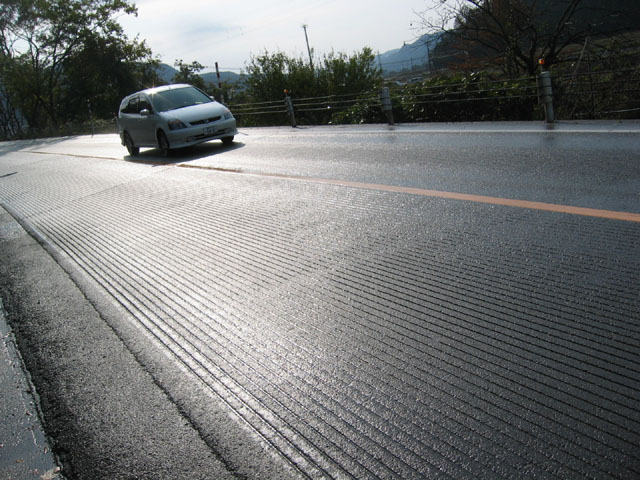
Rainurage longitudinal sur une route au Japon (2005).

Les autorités routières (en France la DDE) entreprirent alors de redonner de « l'accroche » au revêtement en le rainurant longitudinalement avec des équipements du type disques à découper le béton (comme de gigantesques scie circulaires) montés en parallèle sur un engin de chantier. Ces rainures longitudinales limitèrent effectivement les téléscopages et pertes de contrôle des véhicules à 4 roues mais créèrent des accidents avec les motos (des guidonnages incontrôlables et impressionnants, parfois des chutes à haute vitesse).
À la suite d'une campagne impulsée par la presse motocycliste (Moto Revue, Moto Journal) au début des années 1980, les autorités routières finirent par admettre le problème (déjà largement connu des gendarmes motocyclistes... qui préféraient parfois emprunter la bande d'arrêt d'urgence sur certains tronçons). Divers tests furent organisés (en coopération avec les fabricants de motos et de pneumatiques). Aucun remède absolu ne fut trouvé mais les portions rainurées furent signalées à l'avance et la technique du rainurage longitudinal peu à peu remplacée par celle du percutage du béton ou la pose d'un enrobé (qui nécessite un rainurage temporaire).